# Stéphane Michaka
Stéphane Michaka, né le 17 octobre 1974 à Paris, est un romancier et dramaturge français.

## Biographie
Après des études de lettres à l'Université de Cambridge, Stéphane Michaka enseigne le français en Afrique du Sud. De retour en France, il écrit ses premiers textes pour la scène. Ses pièces Le Cinquième archet et La Fille de Carnegie (lauréate du concours Beaumarchais/SACD France Culture 2005) sont publiées par L'Avant-Scène Théâtre. Il est l'auteur de plusieurs pièces jeunesse dont Les Enfants du docteur Mistletoe publiée par Espaces 34.
Sur la suggestion de François Guérif, il adapte sa pièce La Fille de Carnegie et en tire un roman publié en 2008 chez Rivages/Noir sous le numéro 700 de la collection.
En 2010, il adapte pour France Culture en deux épisodes d'une heure Le Château de Franz Kafka.
Pour l'émission de France Inter Autant en emporte l'histoire, il a écrit une fiction en deux épisodes intitulée Jack l'Eventreur : la Contre-Enquête.
Son roman Ciseaux, librement inspiré de la relation entre Raymond Carver et son éditeur Gordon Lish, est publié chez Fayard en 2012. Ciseaux est paru aux États-Unis dans une traduction de John Cullen sous le titre Scissors et en Italie dans une traduction de Maurizio Ferrara sous le titre Forbici.
Il a signé les textes de plusieurs concerts-fictions mis en musique par l'Orchestre National de France et diffusés sur France Culture : Dracula, Au cœur des ténèbres, Alice & Merveilles. Son adaptation de Vingt mille lieues sous les mers, d'après Jules Verne, est parue en livre-disque chez Gallimard Jeunesse. Il signe une version de Moby-Dick, d'après Herman Melville, sur une musique de Fabien Waksman,,, parue également chez Gallimard Jeunesse.
Son livre-disque Alice & Merveilles, illustré par Clémence Pollet et publié chez Didier Jeunesse avec une musique composée par Didier Benetti, a obtenu le Coup de cœur Jeune public automne 2017 de l'Académie Charles-Cros.
Sa pièce de théâtre Nuria, monologue pour une comédienne et trois musiciens, a été mise en musique par le compositeur Didier Benetti et créée par Juliette Roudet au festival Sorru in Musica. Nuria est publié chez Albiana dans une édition trilingue français, corse, catalan, dans des traductions de Ghjacumu Thiers et Ricard Ripoll.
Il est l'auteur de The Pulse of Time, une histoire de l'humanité inspirée des œuvres d'art du Louvre Abou Dabi, mise en ligne sur le site du musée, avec les voix de Charles Dance, Saoud Al Kaabi et Irène Jacob,,.
Son conte musical L'Île des Jamais trop tard, fable écologique mettant en scène une jeune fille de dix ans confrontée au réchauffement climatique, a été créé en 2023 au Théâtre National de Bretagne avec la comédienne Céline Milliat-Baumgartner, la pianiste Vanessa Wagner et l'Orchestre National de Bretagne,. Ce conte symphonique dont la musique a été composée par Sarah Lianne Lewis a été repris à la Seine Musicale puis joué en France par plusieurs orchestres nationaux,. Il a été traduit en anglais par la poétesse galloise Gwyneth Lewis et joué à Cardiff par le BBC National Orchestra of Wales.
Son roman Cité 19 raconte les aventures de Faustine, une adolescente qui se retrouve plongée dans le dix-neuvième siècle. Ce roman en deux tomes, parus en 2015 et 2016, croise les genres, empruntant aussi bien au thriller qu'à la science-fiction et à l'histoire, notamment celle du Second Empire et de la Commune de Paris.
Son roman La Mémoire des Couleurs, paru chez Pocket Jeunesse en 2018, a pour héros un adolescent amnésique prénommé Mauve qui, à mesure que sa mémoire se reconstitue, entrevoit l'avenir de l'humanité,,. Ce roman fait partie de la sélection 2019-2020 des 100 livres préférés de la Revue des Livres pour Enfants.
En 2023 est publié son roman De larmes et d'écume, qui se penche sur l'énigme de la Mary Celeste, un brick-goélette américain découvert abandonné au large des Açores en 1872. Pour l'avis critique de Télérama : « Passionnant récit de mystère, roman d’aventures maritimes aux codes renversés puisque incarné par une héroïne, romance échevelée, De larmes et d’écume tisse brillamment tous les fils, dense, serré, élégamment écrit. Avec autant de charme que de puissance. »

## Œuvres

### Romans
- La Fille de Carnegie, Payot & Rivages, coll. « Rivages/Noir », 2008, 576 p.  (ISBN 978-2-7436-1853-7)[25]
- Elvis sur Seine, La Tengo Éditions, coll. « Mona Cabriole », 2010, 261 p.  (ISBN 978-2-35461-010-4)
- Ciseaux, Fayard, 2012, 263 p.  (ISBN 978-2-213-66879-6)[26],[27]
- Cité 19 : Ville noire, Pocket Jeunesse, 2015  (ISBN 978-2266241410)
- Cité 19 : Zone blanche, Pocket Jeunesse, 2016  (ISBN 978-2266262835)
- La Mémoire des Couleurs, Pocket Jeunesse, 2018  (ISBN 978-2266273244)
- De larmes et d'écume[24], Pocket jeunesse, 2023  (ISBN 9782266320726)

### Théâtre
- La Fille de Carnegie, L’Avant-Scène, coll. « des quatre-vents », 2005, 93 p.  (ISBN 2-7498-0958-4)
- Le Cinquième Archet, L’Avant-Scène, coll. « des quatre-vents », 2007, 115 p.  (ISBN 978-2-7498-1020-1)
- Les Enfants du docteur Mistletoe, Espaces 34, coll. « Théâtre jeunesse », 2010, 64 p.  (ISBN 978-2-84705-060-8)

### Livrets pour orchestre
- Dracula,  Au cœur des ténèbres, Alice & Merveilles, concerts-fictions diffusés sur France Culture[28],[29],[30]
- Antigone, Festival d'Avignon 2017, concert-fiction diffusé sur France Culture[31]